# Athletic Club 2014-2015 (femminile)
Questa voce raccoglie le informazioni riguardanti l'Athletic Club nelle competizioni ufficiali della stagione 2014-2015.

## Stagione
Nella stagione 2014-2015 l'Athletic Club ha disputato la Primera División, massima serie del campionato spagnolo femminile di calcio, concludendo al terzo posto con 65 punti conquistati in 30 giornate, frutto di 19 vittorie, 8 pareggi e 3 sconfitte, a quattro punti di distanza dall'Atlético Madrid, secondo classificato. Nella Copa de la Reina è subito stato eliminato ai quarti di finale dal Valencia.

## Organigramma societario
- Allenatore: Juan Luis Fuentes
- Preparatrice fisica: Edurne Burgoa
- Allenatore dei portieri: Orkatz Martín
- Fisioterapista: Germán Crespo
- Riadattatrice: Nerea Díaz
- Massaggiatrice: Itziar Muriel
- Medico sociale: Gontzal Díaz
- Delegato: Rafa Maza

## Rosa
Rosa e numeri come da sito ufficiale.
| N. |                   | Ruolo | Calciatrice        |
| -- | ----------------- | ----- | ------------------ |
| 1  | Spagna (bandiera) | P     | Ainhoa Tirapu      |
| 2  | Spagna (bandiera) | D     | Eztizen Merino     |
| 3  | Spagna (bandiera) | D     | Joana Arranz       |
| 4  | Spagna (bandiera) | D     | Irene Paredes      |
| 5  | Spagna (bandiera) | C     | Maite Lizaso       |
| 6  | Spagna (bandiera) | C     | Alazne Gómez       |
| 7  | Spagna (bandiera) | A     | Nekane Díez        |
| 8  | Spagna (bandiera) | C     | Arrate Orueta      |
| 9  | Spagna (bandiera) | A     | Irune Murua        |
| 10 | Spagna (bandiera) | D     | Iraia Iturregi (c) |
| 11 | Spagna (bandiera) | C     | Arene Altonaga     |
| 12 | Spagna (bandiera) | A     | Yulema Corres      |
| 13 | Spagna (bandiera) | P     | Ane Otxoa          |
| 14 | Spagna (bandiera) | C     | Eunate Arraiza     |

| N. |                   | Ruolo | Calciatrice       |
| -- | ----------------- | ----- | ----------------- |
| 16 | Spagna (bandiera) | C     | Amaia Olabarrieta |
| 17 | Spagna (bandiera) | C     | Elisabeth Ibarra  |
| 18 | Spagna (bandiera) | C     | Izaskun Leoz      |
| 19 | Spagna (bandiera) | A     | Erika Vázquez     |
| 20 | Spagna (bandiera) | D     | Saioa González    |
| 21 | Spagna (bandiera) | D     | Vanesa Gimbert    |
| 22 | Spagna (bandiera) | P     | Jone Guarrotxena  |
| 26 | Spagna (bandiera) | A     | Sheila Elorza     |
| 27 | Spagna (bandiera) | C     | Ainhoa Álvarez    |
| 29 | Spagna (bandiera) | A     | Jone Bilbao       |
| 30 | Spagna (bandiera) | C     | Jone Ibáñez       |
| 31 | Spagna (bandiera) | D     | Garazi Murua      |
| 32 | Spagna (bandiera) | C     | Marta Perea       |

## Statistiche
| Competizione     | Punti | In casa | In casa | In casa | In casa | In casa | In casa | In trasferta | In trasferta | In trasferta | In trasferta | In trasferta | In trasferta | Totale | Totale | Totale | Totale | Totale | Totale | DR  |
| Competizione     | Punti | G       | V       | N       | P       | Gf      | Gs      | G            | V            | N            | P            | Gf           | Gs           | G      | V      | N      | P      | Gf     | Gs     | DR  |
| ---------------- | ----- | ------- | ------- | ------- | ------- | ------- | ------- | ------------ | ------------ | ------------ | ------------ | ------------ | ------------ | ------ | ------ | ------ | ------ | ------ | ------ | --- |
| Primera División | 65    | 15      | 12      | 3       | 0       | 45      | 7       | 15           | 7            | 5            | 3            | 28           | 17           | 30     | 19     | 8      | 3      | 73     | 24     | +49 |
| Copa de la Reina | -     | -       | -       | -       | -       | -       | -       | 1            | 0            | 0            | 1            | 1            | 2            | 1      | 0      | 0      | 1      | 1      | 2      | -1  |
| Totale           | -     | 15      | 12      | 3       | 0       | 45      | 7       | 16           | 7            | 5            | 4            | 29           | 19           | 31     | 19     | 8      | 4      | 74     | 26     | +48 |